# Чемпіонат Франції з тенісу 1894
Чемпіонат Франції з тенісу 1894 — четвертий розіграш Відкритого чемпіонату Франції. В одиночному розряді перемогу здобув Андре Вашеро, а в парному — Жерар Брослін та Лесаж.

## Чоловіки

### Одиночний розряд
Андре Вашеро переміг у фіналі  Жерара Бросліна 1-6, 6-3, 6-3

### Парний розряд
Жерар Брослін /  Лесаж перемогли у фіналі пару  Дж. Гетлі / Робінсон 6-4, 2-6, 6-2